# Dimitris Lyacos
 (novembre 2024).
Œuvres principales
Z213 : Exit
Dimitris Lyacos (en grec moderne : Δημήτρης Λυάκος) est un écrivain grec contemporain. Il est l'auteur de la trilogie Poena Damni. Poena Damni a été écrit dans une période de trente ans,. Dans l'ensemble, la trilogie a été interprétée comme une «allégorie du malheur» et comparé aux œuvres d'auteurs comme Gabriel Garcia Marquez (en espagnol : Gabriel García Márquez) et Thomas Pynchon tout en étant considérée, en même temps, comme l'un des principaux exposants du sublime postmoderne.
Dimitris Lyacos est internationalement considéré comme l'auteur grec contemporain le plus connu et le candidat le plus probable du pays pour un prix Nobel de littérature,,,. 

## Vie
Lyacos est né et a grandi à Athènes où il a étudié le droit. De 1988 à 1991, il a vécu à Venise. En 1992, il s'installe à Londres. Il a étudié la philosophie au University College de Londres avec des philosophes analytiques Ted Honderich et Tim Crane en se concentrant sur l'épistémologie et la métaphysique, la philosophie grecque antique aussi que Wittgenstein. En 2005, il s'installe à Berlin. Il vit actuellement à Berlin et Athènes.

## Carrière
En 1992, Lyacos s'est mis à écrire une trilogie sous le nom collectif Poena Damni, un terme médiéval qui se réfère au procès que les âmes condamnées en enfer ont à endurer, c'est-à-dire la perte de la vision de Dieu. La trilogie s'est développée progressivement en tant que “travail en cours” pendant trente ans. La troisième partie (La Première Mort) est apparue d’abord en grec (Ο πρώτος θάνατος) et fut traduite ensuite en anglais, en espagnol et en allemand. La deuxième partie, titrée Nyctivoe, a été initialement publiée en 2001 en grec et en allemand et est sortie en anglais en 2005. Cette œuvre a été remplacée en 2014 par une nouvelle version titrée Avec les gens du pont.
Divers artistes ont amené l’œuvre de Lyacos dans différents médias artistiques. L'artiste autrichienne Sylvie Proidl a présenté une série de peintures en 2002 à Vienne. En 2004, une installation artistique du sculpteur Fritz Unegg et du producteur de la BBC Piers Burton-Page a effectué une tournée européenne. En 2005, l'artiste autrichien Gudrun Bielz a présenté une œuvre d'art vidéo inspirée de Nyctivoe. La compagnie Myia a interprété une version de danse contemporaine de Nyctivoe en Grèce de 2006 à 2009. Une version théâtrale / musicale de Z213: Sortie des compositeurs grecs Maria Aloupi et Andreas Diktyopoulos, interprétée par Das Neue Ensemble et l'acteur grec Dimitris Lignadis a été présentée en 2013.
Dimitris Lyacos était l’ Invité Poète International au Festival International de Poésie, en 1998, Aberystwyth, Pays de Galles avec Les Murray. Désormais, il a effectué des lectures et a donné des conférences sur son œuvre dans diverses universités du monde entier, notamment Oxford, Trieste, Hong Kong et Nottingham. Il est membre honoraire du International Writing Program de l'Université de l'Iowa.
Il est l'un des plus récents auteurs grecs à avoir obtenu une reconnaissance internationale,, Poena Damni étant l'œuvre littéraire grecque la plus largement révisée des dernières décennies et Z213: Exit, le best-seller de la poésie grecque contemporaine en traduction anglaise,. L'édition française du livre a paru en 2017 par la maison d'édition Le Miel des Anges (traduction : Michel Volkovitch).

## Poena Damni

### Résumé / Contexte
La trilogie semble appartenir à un contexte de poésie tragique, dramatique et épique, bien que nettement postmoderne en même temps. Homère, Eschyle et Dante, ainsi que les aspects plus sombres de la poésie romantique, symboliste, expressionniste accompagnés d’un intense intérêt religieux et philosophique  sont caractéristiques de l'œuvre. Poena Damni a ainsi été liée, en dépit de ses traits postmodernes, plus à la grande tradition moderniste de James Joyce et Virginia Woolf. Le premier des trois parties, Z213: Exit (Z213: ΕΞΟΔΟΣ), décrit l'évasion d'un homme d'une ville gardée et son voyage à travers des terres oniriques et parfois cauchemardesques. Dans le deuxième livre, Avec le peuple du pont, le protagoniste de Z213: Exit apparait comme un spectateur dans un jeu improvise, joué sous les arcs d'une gare désaffectée. Le troisième livre, Ο Πρώτος Θάνατος) commence avec un homme abandonné sur une île rocheuse et détaille sa lutte pour la survie ainsi que la désintégration de son corps et le déroulement de sa mémoire.

### Vue d'ensemble
Le travail est difficile à classer puisqu'il franchit les frontières habituelles du genre. Il prend souvent la forme narrative, mélange la poésie et la prose, et, au même temps, avance dans la représentation dramatique de caractère et situation dans Avec le peuple du pont. La troisième partie (La Première Mort) est un poème lyrique que représente la rupture et apothéose éventuelle du corps du protagoniste. Les possibilités de divergence entre le monde extérieur perçu et le monde objectif sont exploitées; Le lecteur suit le flux irrégulier de monologues internes provenant des événements du monde extérieur mais finalement considérés comme réfléchis sur les surfaces pensantes et émotionnelles de l'esprit du protagoniste. Néanmoins, les corps des personnages dans la trilogie et le contexte physique de leur vie sont présentés avec une solidité impressionnante dont la portée est de créer une réalité alternative ou de dévoiler une dimension cachée du monde. De ce point de vue, l’œuvre a été interprété comme une sorte de surfiction selon laquelle le monde représenté permet un espace ouvert au lecteur afin qu’ il contribue sa version propre.

#### Z213: Exit
Z213 : Exit, écrit dans une forme de journal fictive, sur une centaine de pages, est le récit d'un protagoniste anonyme qui enregistre ses expériences pendant un voyage en train dans une terre inconnue. L'homme a été libéré - ou s'est échappé - d'un certain temps de confinement décrit elliptiquement dans son journal et rappelle d'un hôpital, d'une prison, d'un ghetto ou d'une enclave d'une certaine sorte. Ses déambulations successives au milieu de paysages désolés, au bord de la réalité, sont placées dans une atmosphère étroitement détaillée et quelque peu kafkaïenne. En chemin, le protagoniste plonge plus profondément dans ce qui semble être une quête religieuse tandis que, en même temps, son impression croissante d'être traqué introduit un élément de suspense. Ainsi, le texte repose sur la métaphysique, mais rappelle également un détective privé dans un roman policier des années 1940 qui se referme sur une découverte extraordinaire. Z213: Exit se termine avec une description d'un sacrifice où le protagoniste et une "foule affamée qui fête " rôtissent un agneau sur une broche, coupent et dépouillent son corps encore bêlant et enlèvent ses entrailles comme pour observer un rite sacré,.

#### Avec les gens du pont
Avec les gens du pont, sur une cinquantaine de pages, s'articule autour de l'histoire d'un personnage ressemblant au démoniaque gerasien de l'évangile de Saint Marc, vivant dans un cimetière, tourmenté par des démons, et se coupant de pierres. Il entre dans le tombeau de son amant mort et essaie d'ouvrir le cercueil dans lequel le corps se trouver dans un état non affecté par la décomposition. L'urgence de son désir ranime son corps dont le passage à la vie est décrit. La tombe devient un «bel endroit et un lieu privé» pour les amants encore capables d'embrasser.
La pièce raconte dans un récit varié de perspectives différentes une histoire basée sur le thème du revenant à travers des monologues de quatre personnages en première personne : un homme possédé par des démons tente de ressusciter le corps de son amant mais finit par la rejoindre dans la tombe. L'action est enveloppée dans un contexte qui rappelle une fête des morts ainsi qu'une épidémie de vampires. Il y a des références claires à la tradition chrétienne et l'eschatologie et la pièce aboutit à une contemplation commune du salut collectif qui est finalement laissée non résolue après un tournant narratif final.

#### La Première Mort
Dans La Première Mort, un corps mutilé est décrit. Dans le contexte d'une île déserte, le protagoniste grince contre les roches et subit une dégradation continue - physique et mentale - puisque même les mécanismes de la mémoire sont disloqués. Pourtant, le lien entre la personne et le corps qui assure la vie persiste encore et, «à ce moment-là, sans substance / où le monde se heurte et décroche», les instincts mécaniques du cosmos bourdonnent en action et remontent cette substance irréductible dans l'espace – suscitant peut-être une future régénération.